# La Bataille des étoiles
Ne doit pas être confondu avec La Bataille des planètes.
Pour plus de détails, voir Fiche technique et Distribution.
La Bataille des étoiles (Cosmo 2000 - Battaglie negli spazi stellari) est un film italien réalisé par Alfonso Brescia, sorti en 1978.
Alfonso Brescia réalise quatre films de space opera à petit budget en l'espace de deux ans. Celui-ci est le deuxième après Anno zero - Guerra nello spazio, sorti un an plus tôt en Italie, mais c'est le premier et le seul des deux qui sera distribué dans les pays francophones. Les deux films sont parfois confondus.

## Synopsis
Au XXIe siècle, un vaisseau spatial extraterrestre, après avoir détruit un vaisseau spatial terrestre, parvient inexplicablement à forcer le système de défense satellitaire mis en place autour de la Terre par les scientifiques Mike Layton et Diana Green et s'apprête à atterrir. Les extraterrestres, issus de la planète Gona, ont la ferme intention de coloniser la Terre.
Le progrès technique aveugle des Goniens a saccagé l'environnement de leur planète qui est devenue inhabitable. Les corps même des Goniens sont en pleine décomposition, et ils recherchent désespérément des créatures comme les Humains qui pourraient leur servir d'hôtes…

## Fiche technique
Sauf indication contraire, les informations mentionnées dans cette section peuvent être confirmées par la base de données cinématographiques IMDb,  présente dans la section « Liens externes ».
- Titre original : Cosmo 2000 - Battaglie negli spazi stellari[2] ou Battaglie negli spazi stellari[3] ou Cosmo 2000 - l'invasione degli extra-corpi[4]
- Titre français : La Bataille des étoiles[5]
- Réalisation : Alfonso Brescia (sous le nom de « Al Bradley »)
- Assistant réalisateur : Massimo Carocci (sous le nom de « Max Carr »)
- Scénario : Giacomo Mazzocchi, Massimo Lo Jacono (it)
- Photographie : Silvio Fraschetti
- Montage : Carlo Reali
- Musique : Marcello Giombini
- Décors : Mimmo Scavia (it), Adriana Bellone (it)
- Costumes : Elena De Cupis
- Production : Luigi Alessi, Doro Vlado Hreljanovic
- Sociétés de production : Nais Film, Blue Bak Film[3]
- Pays de production :  Italie
- Langue de tournage : italien
- Format : Couleur (Telecolor) - Son mono
- Durée : 96 minutes (1 h 36 min)[2]
- Genre : Science-fiction
- Dates de sortie :
  - Italie : 17 février 1978
  - France : 17 août 1983[5]

## Distribution
- John Richardson - Capitaine Mike Layton
- Yanti Somer - Diane Greene
- Walter Maestosi - Irk
- Massimo De Cecco - Azar
- Massimo Bonetti - Vassilov
- Aldo Canti - Frank Bimble
- Gisela Hahn - Dr. Helen Parker
- Jacques Stany - Miller

## Accueil critique
D'après Nanarland, « trop de nanar tue le nanar, et passée la première demi-heure à s’esclaffer devant les décors en cartons et les effets spéciaux du même métal, on finit par vite sombrer dans l’ennui, usés par l’intrigue mollassonne et répétitive, gavés par les décors et costumes kitsch filmés ad libitum et toujours sous le même angle, jusqu’à ce que fin de la bobine s’ensuive ».
D'après Fantafilm, « L'influence de La Guerre des étoiles se fait également sentir en Italie. Après Anno zero - Guerra nello spazio, Alfonso Brescia revient pour s'improviser stratège d'une guerre spatiale utilisant toutes les conventions du genre ».
Selon SciFi-Universe, « La Bataille des étoiles, c’est le must du nanar, le parangon du nawak kitch, l’œuvre que tout cinéphage amateur de bis italien se doit d’avoir vu ».

## Les films de science-fiction d'Alfonso Brescia
- 1977 : Anno zero - Guerra nello spazio
- 1978 : La Bataille des étoiles (Cosmo 2000 - Battaglie negli spazi stellari)
- 1978 : La Guerre des robots (La guerra dei robot)
- 1979 : Sette uomini d'oro nello spazio

Un cinquième film d'Alfonso Brescia est parfois ajouté à cette liste : La bestia nello spazio, un film érotique de science-fiction sorti en 1980.